# Rio Boa Vista
O rio Boa Vista é um curso de água que banha o estado de Mato Grosso do Sul. O rio Boa Vista desagua no rio Quitéria. Sua bacia hidrográfica faz parte da bacia do rio da Prata.